# حارة الحمزة الغربية (صنعاء)
حارة الحمزة الغربية هي إحدى حارات حي السبعين بمديرية السبعين إحد مديريات العاصمة اليمنية صنعاء، بلغ تعداد سكانها 5983 نسمة حسب تعداد اليمن لعام 2004.